# Malaia conopyga
Malaia conopyga är en skalbaggsart som beskrevs av Ohaus 1905. Malaia conopyga ingår i släktet Malaia och familjen Rutelidae. Inga underarter finns listade i Catalogue of Life.